# بنشومو (ملك)
بنشومو (بالإسبانية:Bencomo) هو أحد ملوك الغوانش البربر في جزر الكناري عاش بين 1438 و1494.